# 王琳 (バドミントン)
王 琳（おう りん、ワン・リン、WANG Lin、1989年3月30日 - ）は中華人民共和国の女子バドミントン選手。自己最高世界ランキングは1位。2010年世界選手権金メダリスト。

## 経歴
浙江省杭州市で、父は浙江省のバドミントンチームコーチ、母もバドミントン選手というバドミントン一家に生まれる。
2006年、17歳で中国マスターズ優勝。2007年、世界ジュニアバドミントン選手権大会で裴延姝（韓国）を破って金メダルを獲得。2008年はデンマーク・オープンとフランス・オープンで優勝。2009年8月、ハイデラバードで行われた世界バドミントン選手権大会で準決勝まで進出し、銅メダルを獲得。
2010年8月、パリで行われた世界選手権で初戦からポルンティップ・ブラナプラサットスク（タイ）
、葉姵延（香港）、廣瀬栄理子（日本）、ティナ・バウン（デンマーク）を破り決勝に進出。決勝でも汪鑫（中国）を2-1（21-11,19-21,21-13）で降し、金メダルを獲得。9月、常州市で行われた中国マスターズで負傷し、ドイツで手術をした。そのため広州アジア大会は欠場。
2011年4月、傷が癒え、オーストラリアオープンに出場し、ベスト4。6月、シンガポールオープンに出場したが、再び負傷する。

## 主な成績
国際大会シングルス
| 年     | 大会                       | 成績    |
| ------ | -------------------------- | ------- |
| 2004年 | 世界ジュニア選手権         | 3位     |
| 2005年 | アジアジュニア選手権       | 優勝    |
| 2006年 | 中国マスターズ             | 優勝    |
| 2007年 | 世界ジュニア選手権         | 優勝    |
| 2008年 | 中国マスターズ             | 準優勝  |
| 2008年 | デンマーク・オープン       | 優勝    |
| 2008年 | フランス・オープン         | 優勝    |
| 2008年 | 中国オープン               | ベスト4 |
| 2009年 | アジア選手権               | 3位     |
| 2009年 | シンガポール・オープン     | ベスト4 |
| 2009年 | インドネシア・オープン     | 準優勝  |
| 2009年 | 世界選手権                 | 3位     |
| 2009年 | 中国マスターズ             | 準優勝  |
| 2009年 | ヨネックスオープンジャパン | ベスト4 |
| 2009年 | フランス・オープン         | 準優勝  |
| 2009年 | 香港オープン               | ベスト4 |
| 2010年 | ドイツ・オープン           | ベスト4 |
| 2010年 | 世界選手権                 | 優勝    |
| 2011年 | オーストラリア・オープン   | ベスト4 |
| 2012年 | タイ・オープン             | ベスト4 |